# Tzantzismo
El Tzantzismo fue un movimiento cultural de la década de 1960 de Ecuador. Fue fundado en Quito por Marco Muñoz y Ulises Estrella, mientras el resto de miembros fue uniéndose a lo largo de la década. Fueron influenciados por otros intelectuales ecuatorianos como Jorge Enrique Adoum, César Dávila Andrade y Agustín Cueva. El tzantzismo fue expresado, principalmente, en poesía, y a una extensión menor en historia y teatro. Este movimiento revolucionario literario surgió en respuesta a una supuesta degradación y gentrificación de la literatura ecuatoriana.
Sus miembros, llamados Tzántzicos, llevaban largas y descuidadas barbas como tributo simbólico a Fidel Castro y también dejaban crecer su cabello mucho tiempo y usaban jeans. Empezaron a reunirse en la casa de la pintora Eliza Aliz (nombre de nacimiento Elizabeth Rumazo) y su marido, el pintor cubano René Aliz. Más tarde los Tzántzicos se reunirían los viernes por la noche en la Cafetería Águila de Oro, la que  rebautizaron como 77 Cafetería, para tener discusiones sobre poesía, política y otros asuntos culturales.
En abril de 1962, Ulises Estrella y el poeta argentino Leandro Katz, conocedor de procesos de impresión, publicaron cuatro plaquetas de poesía hechas a mano con la obra de Marco Muñoz “Infierno y sangre“, Simón Corral “Color de Vidrio”, Ulises Estrella “Clamor”, y Leandro Katz “Tzantzas - Un Día Para Evi”. A falta de papel de color para impresión utilizaron papel secante rojo, y plegaron la obra de cada autor en formas cuadradas, romboidales y rectangulares creando ediciones firmadas y numeradas que marcaron el nacimiento e inauguración del movimiento Tzántzicos.  El primer Manifesto Tzántzico fue firmado el 27 de agosto de 1962 por Marco Muñoz, Alfonso Murriagui, Simón Corral, Teodoro Murillo, Euler Granda y Ulises Estrella.
Los Tzántzicos tuvieron una actitud revolucionaria tanto en su arte como en sus políticas. Uno de los representantes principales del movimiento es probablemente Raúl Arias, cuya colección de poesía Poesia en bicicleta es considerada como uno de los ejemplos mejores de Tzantzismo. El movimiento se disolvió en 1969, debido a diferencias ideológicas entre sus fundadores.
El término o nombre tzántzico proviene de la lengua Shuar: “fabricante de tzantzas”, que significa cortar y encoger la cabeza de un enemigo para mostrarla afuera como señal de victoria y poder.

## En la ficción
El movimiento cultural tzántzico tiene un papel destacado en la novela La desfiguración Silva, publicada en 2015 por la escritora ecuatoriana Mónica Ojeda y ganadora del Premio ALBA Narrativa. En la obra, los protagonistas obtienen un enigmático guion de un filme supuestamente escrito por Gianella Silva, una guionista y la única mujer integrante del movimiento cultural tzántzico, pero quien fue olvidada por la historia.

## Lista de Tzántzicos notables
- Ulises Estrella
- Abdón Ubidia
- Agustín Cueva
- A. Escobar
- Alejandro Moreano
- Alfonso Murriágui
- Álvaro Juan Félix
- Antonio Ordóñez
- Bolívar Echeverría
- Euler Granda
- Fernando Tinajero
- Francisco Proaño Arandi
- Humberto Vinueza
- Iván Carvajal
- Iván egüez
- José Ron
- José Corral
- Leandro Katz
- Luis Corral
- Marco Muñoz
- Marco Velasco
- Rafael Larrea
- Raúl Arias
- Simón Corral
- Teodoro Murillo